# Wayne Merrick
Leonard Wayne Merrick (* 23. April 1952 in Sarnia, Ontario) ist ein ehemaliger kanadischer Eishockeyspieler. Der Center absolvierte zwischen 1973 und 1984 über 800 Spiele für die St. Louis Blues, California Golden Seals, Cleveland Barons und New York Islanders in der National Hockey League. Bei den Islanders verbrachte er den Großteil seiner Karriere und gewann mit ihnen vier Stanley Cups in Folge.

## Karriere
Wayne Merrick wurde in Sarnia geboren und spielte dort in seiner Jugend für die Sarnia Black Hawks, bevor er zur Saison 1969/70 zu den Ottawa 67’s in die Ontario Hockey Association (OHA) wechselte, die ranghöchste Juniorenliga seiner Heimatprovinz. Bei den 67’s etablierte sich der Center als regelmäßiger Scorer, so erzielte er in der Saison 1971/72 95 Scorerpunkte in 62 Spielen und wurde anschließend im NHL Amateur Draft 1972 an neunter Position von den St. Louis Blues ausgewählt. Nach 22 Spielen bei den Denver Spurs in der Western Hockey League, dem Farmteam der Blues, erspielte sich Merrick im weiteren Verlauf der Spielzeit 1972/73 einen Stammplatz in St. Louis. Mit 28 Toren und 37 Vorlagen aus 76 Spielen erzielte der Angreifer bereits in seiner zweiten kompletten NHL-Saison seine persönliche Karriere-Bestleistung, bevor er im November 1975 nach nur etwas mehr als drei Jahren in der Organisation der Blues an die California Golden Seals abgegeben wurde. Im Gegenzug erhielt St. Louis Larry Patey sowie ein Drittrunden-Wahlrecht für den NHL Amateur Draft 1977. In Kalifornien beendete Merrick die laufende Saison und zog mit dem Franchise im Sommer 1976 nach Cleveland um, wo das Team fortan als Cleveland Barons firmierte. Nach seiner ersten und einzigen kompletten Spielzeit bei den Barons vertrat er sein Heimatland mit der kanadischen Nationalmannschaft bei der Weltmeisterschaft 1977 und belegte dort den vierten Platz.
Nachdem Merrick einen Teil der Saison 1977/78 aufgrund von Verletzungen verpasst hatte, wurde er im Januar 1978 samt Darcy Regier und einem Viertrunden-Wahlrecht im NHL Amateur Draft 1978 an die New York Islanders abgegeben. Im Gegenzug wechselten Jean-Paul Parisé und Jean Potvin nach Cleveland, bevor das Team am Saisonende mit den Minnesota North Stars fusionierte. Die Islanders hingegen stellten eines der aufstrebenden Teams der Liga dar, das in der Folge mit vier Stanley-Cup-Siegen in Serie von 1980 bis 1983 seine eigene Ära begründen sollte. Merrick spielte dabei hauptsächlich in einer Reihe mit John Tonelli und Bob Nystrom und war mit ihnen vor allem mit Defensivaufgaben betraut, insbesondere in den Playoffs gelang dem Trio aber auch eine Reihe von entscheidenden Toren, zum Teil in der Overtime. Merrick selbst erzielte beispielsweise das spielentscheidende Tor im letzten Spiel des Stanley-Cup-Finals 1981, während dieses Jahr mit 18 Punkten aus 18 Spielen auch seine persönlich beste Playoff-Statistik hervorbringen sollte. Nachdem der Kanadier mit den Islanders im Endspiel 1984 den fünften Titel in Serie verpasst hatte und stattdessen den Edmonton Oilers unterlegen war, erklärte er seine aktive Karriere für beendet.
Insgesamt erzielte Merrick in 876 NHL-Spielen 210 Tore bei 505 Scorerpunkten. Nach seinem Karriereende war er zeitweise als TV-Experte an Übertragungen der New York Islanders beteiligt und arbeitete fortan hauptberuflich im Versicherungswesen.

## Erfolge und Auszeichnungen
- 1980 Stanley-Cup-Gewinn mit den New York Islanders
- 1981 Stanley-Cup-Gewinn mit den New York Islanders
- 1982 Stanley-Cup-Gewinn mit den New York Islanders
- 1983 Stanley-Cup-Gewinn mit den New York Islanders

## Karrierestatistik

### International
Vertrat Kanada bei:
- Weltmeisterschaft 1977

(Legende zur Spielerstatistik: Sp oder GP = absolvierte Spiele; T oder G = erzielte Tore; V oder A = erzielte Assists; Pkt oder Pts = erzielte Scorerpunkte; SM oder PIM = erhaltene Strafminuten; +/− = Plus/Minus-Bilanz; PP = erzielte Überzahltore; SH = erzielte Unterzahltore; GW = erzielte Siegtore; 1 Play-downs/Relegation; Kursiv: Statistik nicht vollständig)

## Persönliches
Sein Sohn Andrew Merrick war ebenfalls professioneller Eishockeyspieler und wurde im NHL Entry Draft 1997 an 169. Position von den Carolina Hurricanes ausgewählt, ohne jedoch jemals in der NHL aufzulaufen.